# Lacul Someșul Cald
Lacul Someșul Cald face parte din salba de amenajări hidroenergetice de pe valea Someșului Cald, urmând celor din amonte: Fântânele și Tarnița. Apele sale sunt folosite pentru a pune în mișcare turbina de tip Kaplan a unui hidroagregat cu o putere instalată de 12 Mw, pus în funcțiune la data de 10 martie 1983.

## Trăsături
Amenajarea hidroenergetică Someșul Cald este a treia etapă din amenajarea în cascadă Tarnița, Someșul Cald și Gilău. Din lacul Tarnița, apa uzinată prin hidrocentrala de la poalele barajului, curge printr-o albie betonată și după câteva sute de metri se varsă în coada lacului de acumulare Someșul Cald.
Amenajarea cuprinde barajul, lacul de acumulare și centrala hidroelectrică. Barajul Someșul Cald este un baraj de greutate din beton cu înălțimea de 33,5 m și o lungime la coronament de 130 m.
Lacul de acumulare Someșul Cald are un volum de 7,5 milioane mc, 78 de ha suprafața și 3.8 km lungimea. Constituie sursa de alimentare de rezervă cu apă potabilă și industrială pentru stația de tratare de la Gilău, care alimentează municipiul Cluj-Napoca. Speciile de pește întâlnite în lac sunt: babușcă, biban, clean, lipan, oblete, păstrăv, rosioară și știucă.
Centrala Hidroelectrică Someșul Cald este amplasată la piciorul barajului, cu infrastructura circuitului hidraulic subterană, numai de la nivelul sălii mașinilor fiind supraterană. Este echipată cu un grup de tip Kaplan cu ax vertical de 12 MW.
Regimul de funcționare depinde de cel al centralei Tarnita, capacitatea de atenuare a lacului Someșul Cald fiind redusă. Apa uzinată prin hidrocentrala situată la baza barajului, după un parcurs de cca 300 m, printr-o albie betonată, ajunge în lacul de acumulare Gilău.

## Imagini

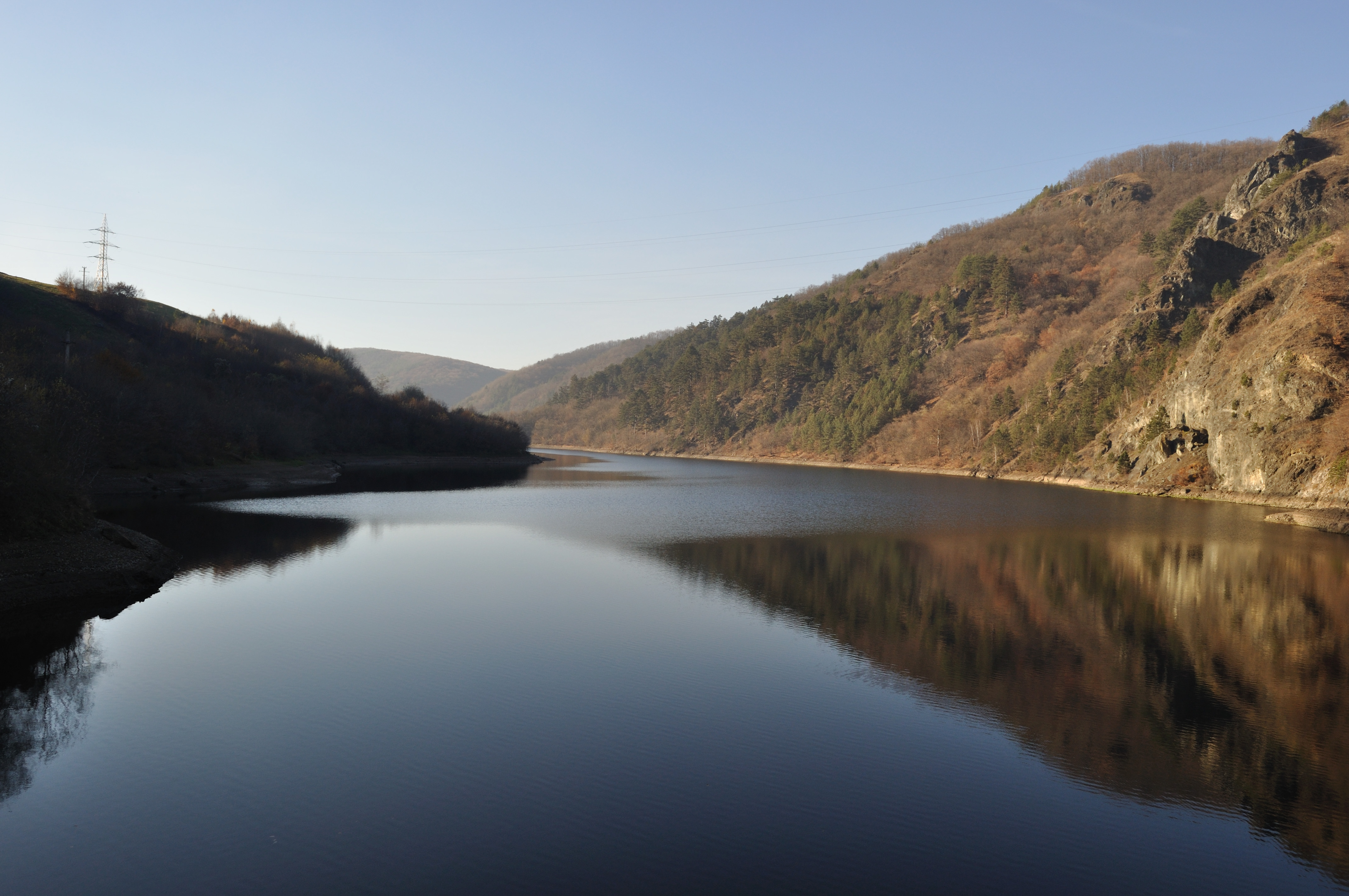
Lacul de acumulare Someșul Cald
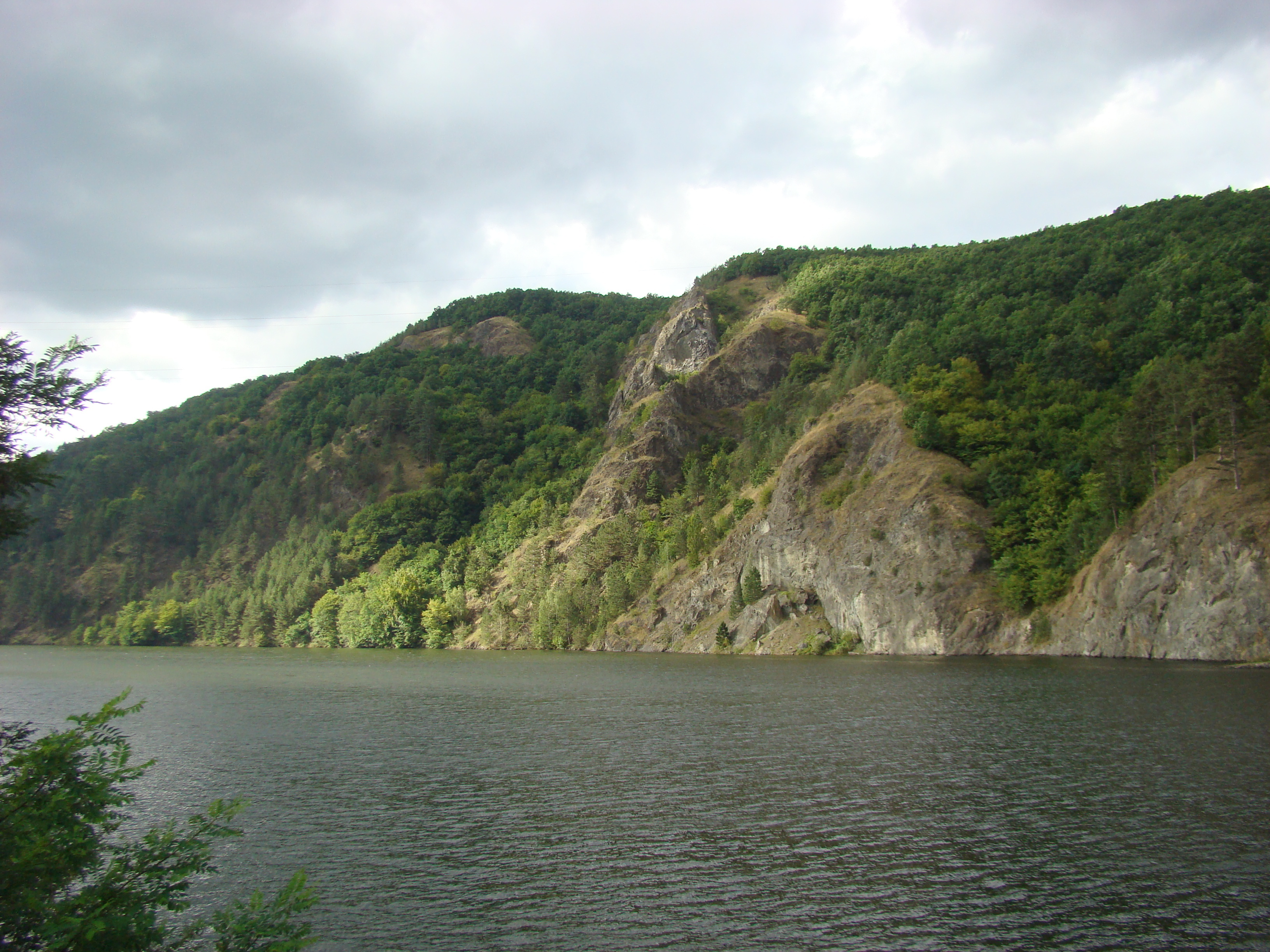
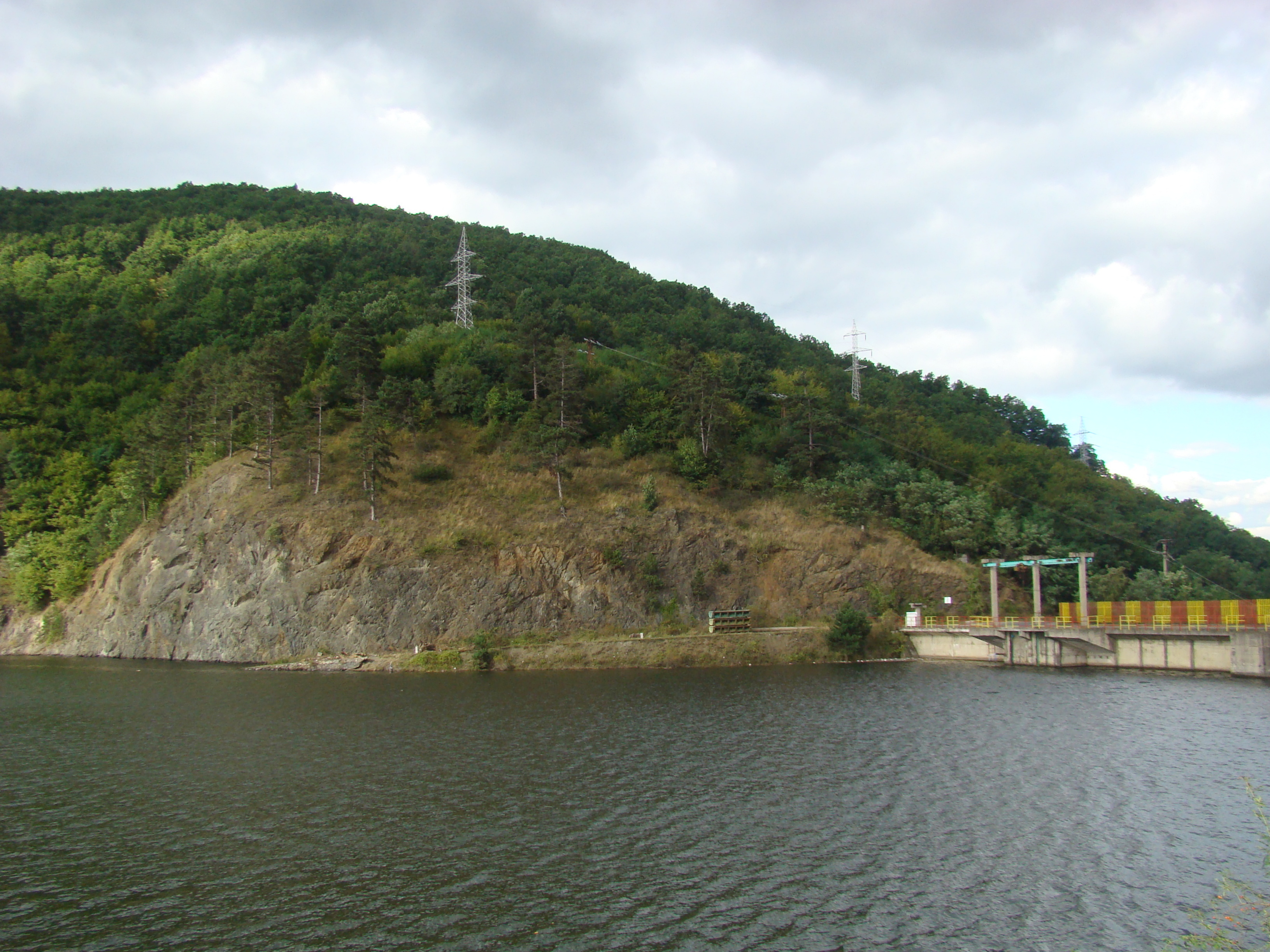
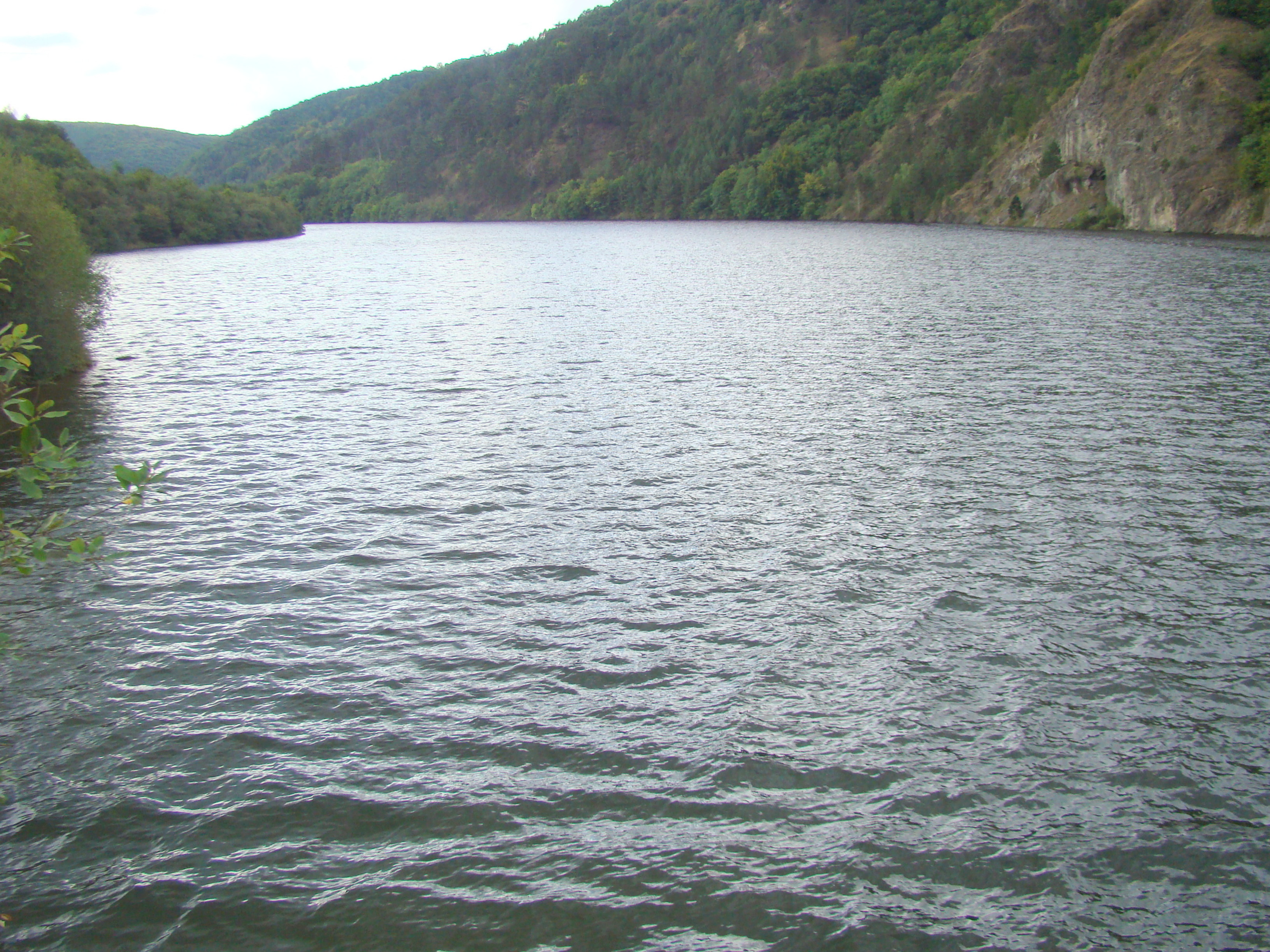
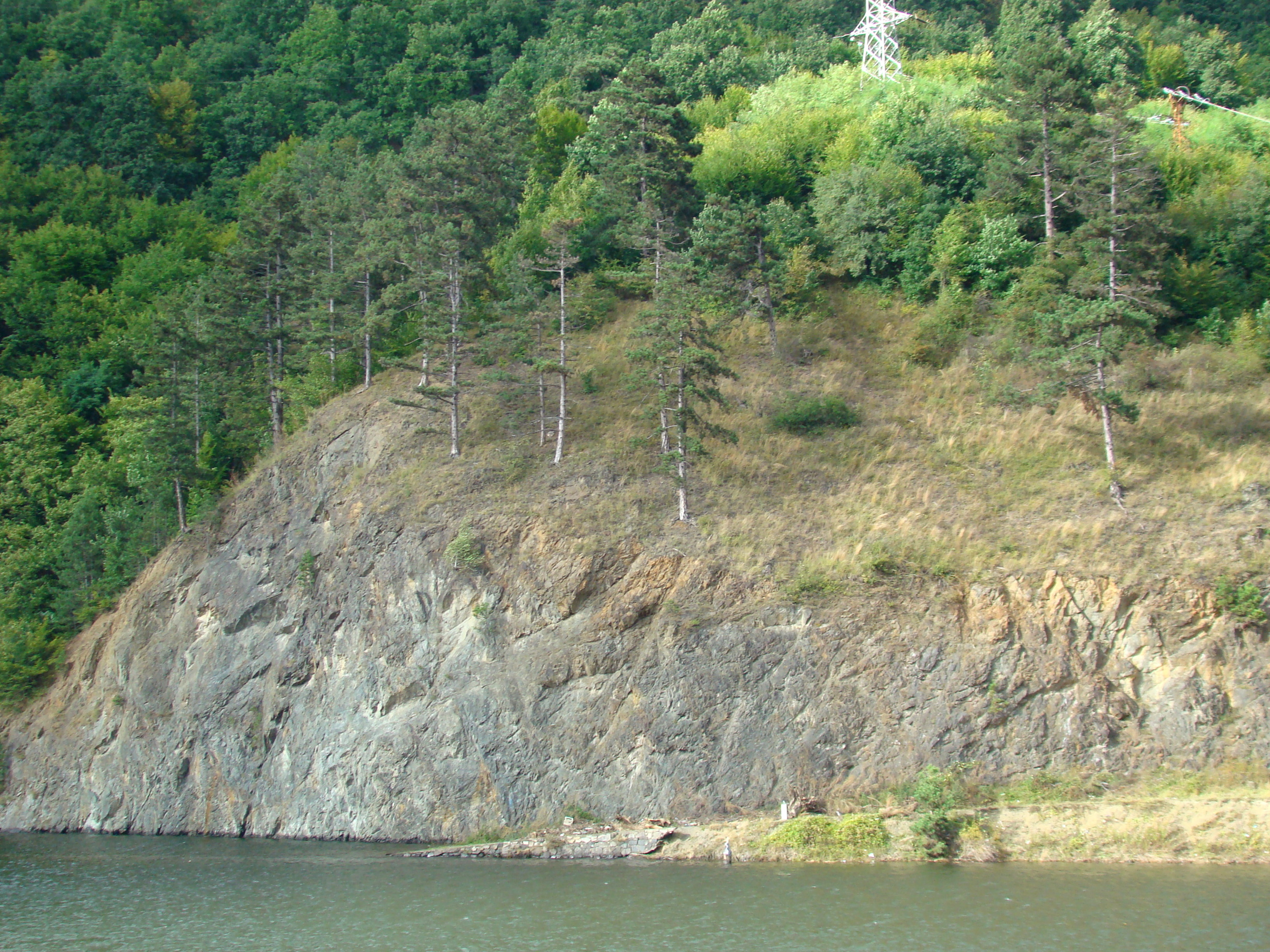
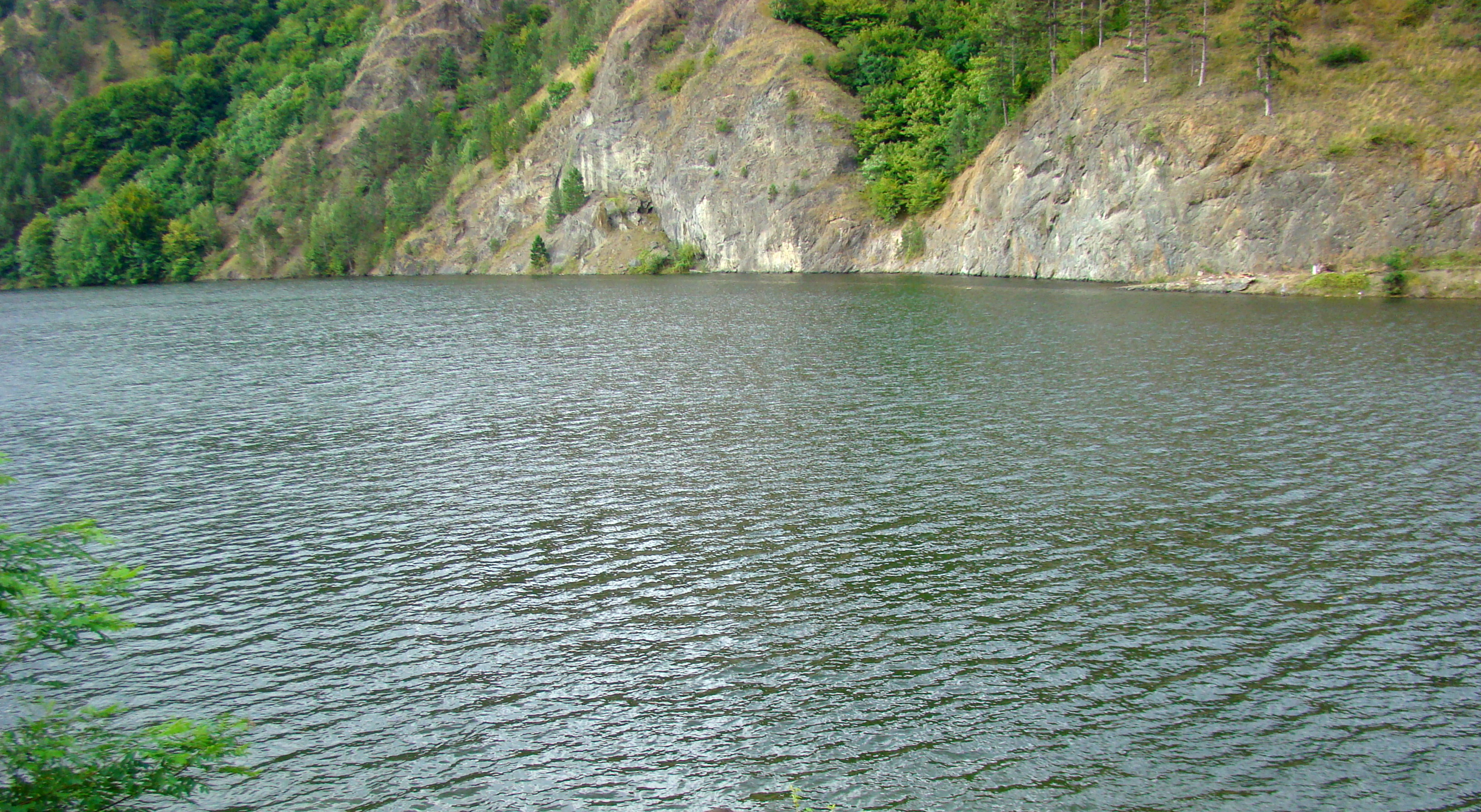
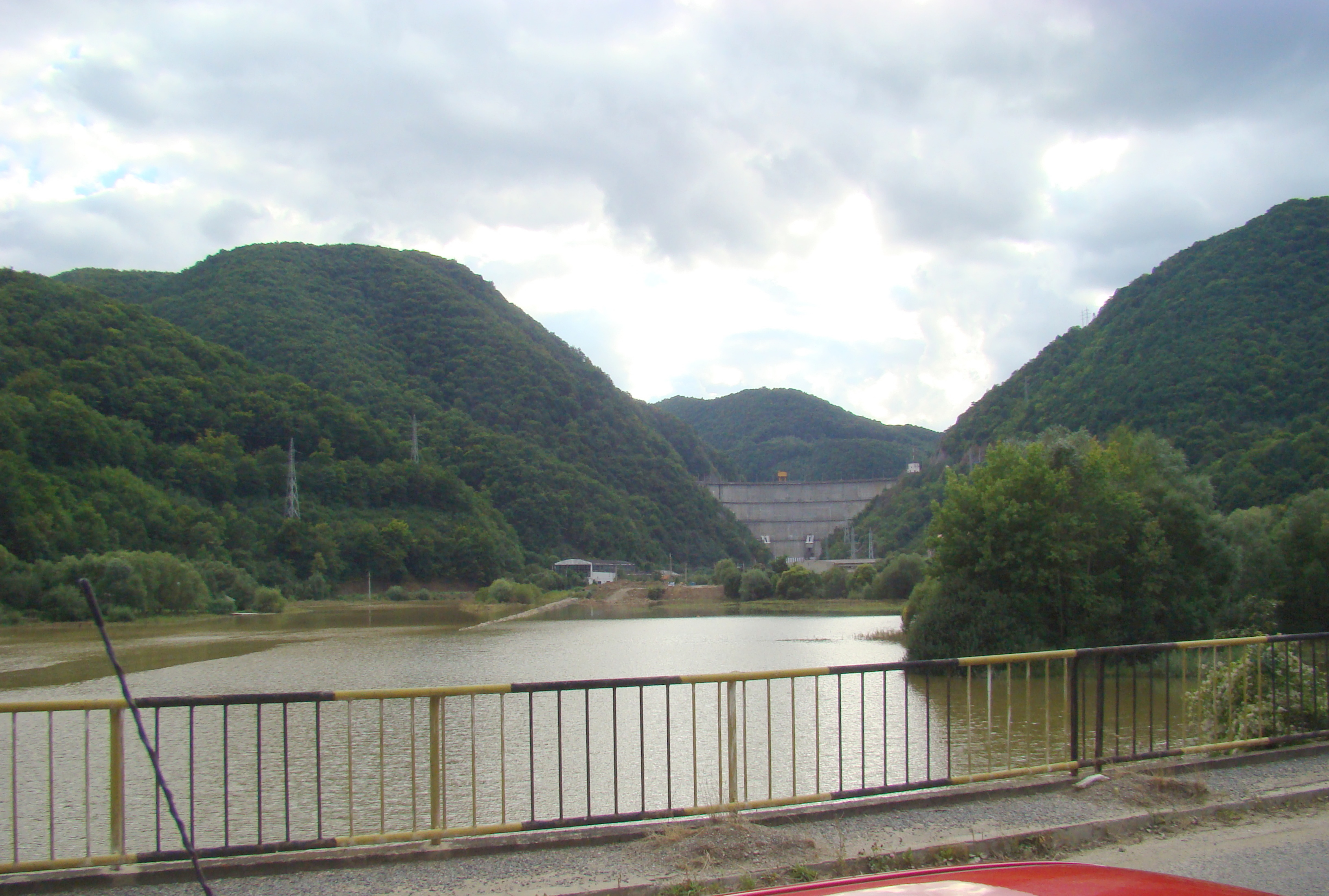
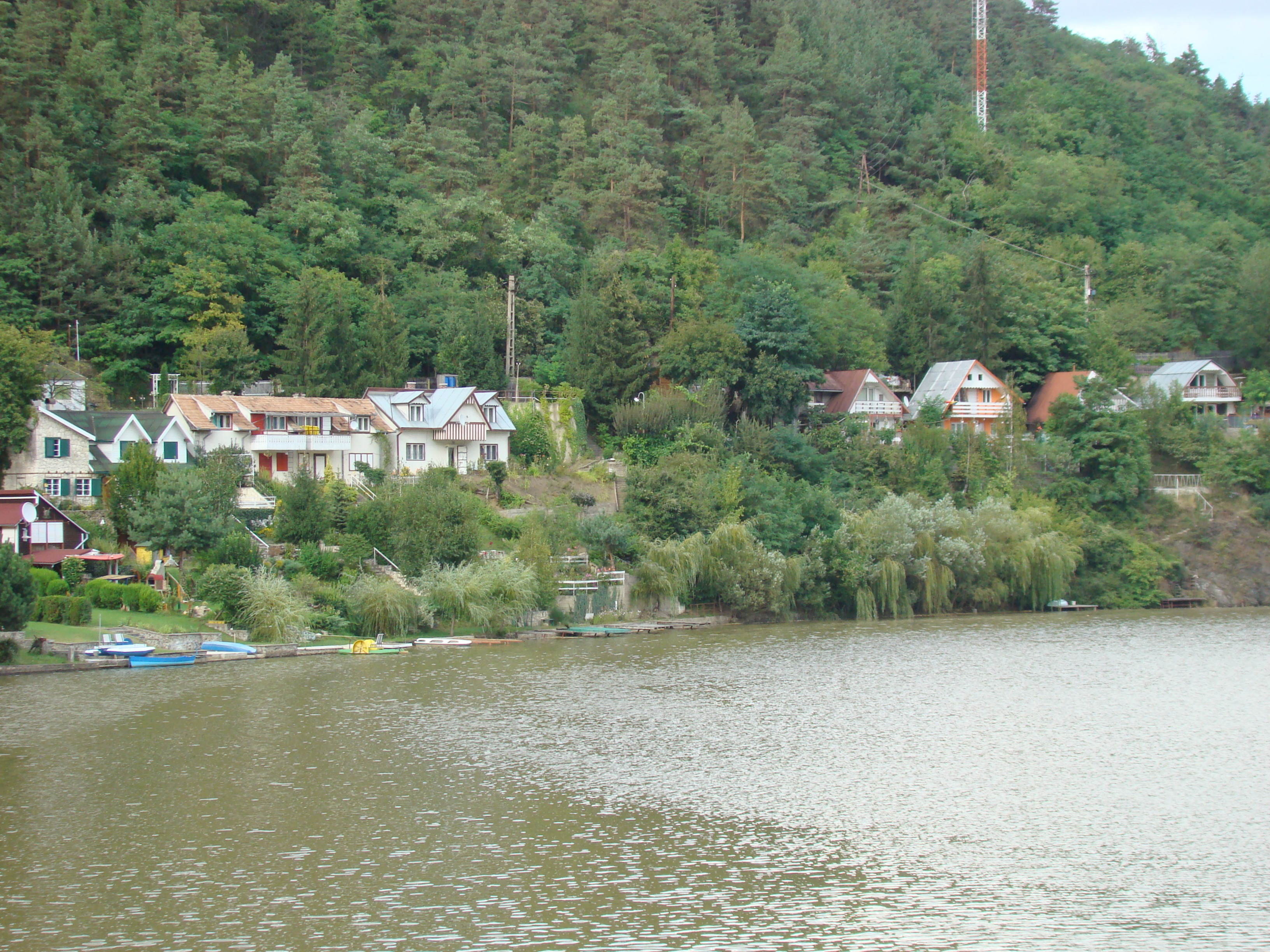
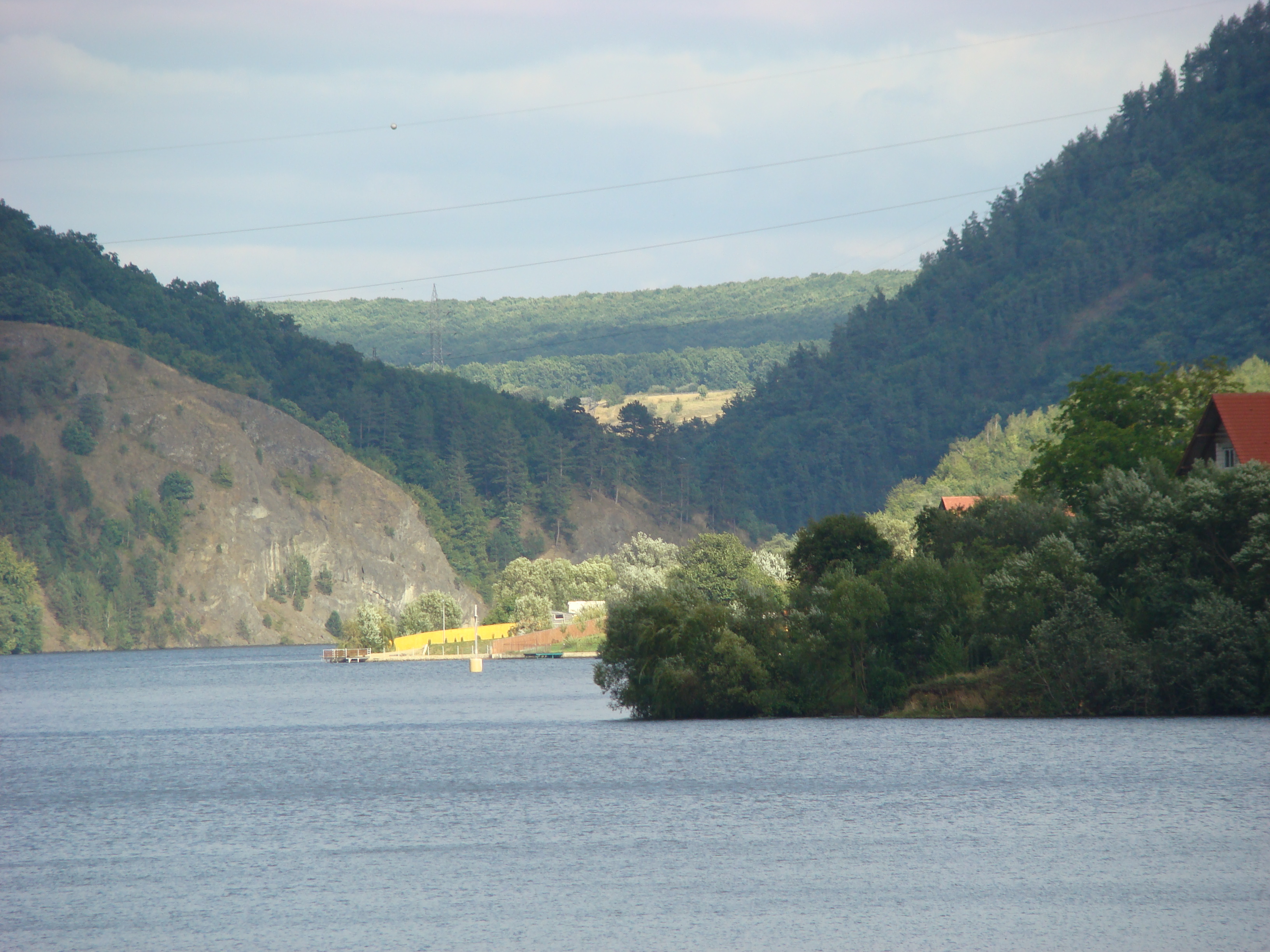
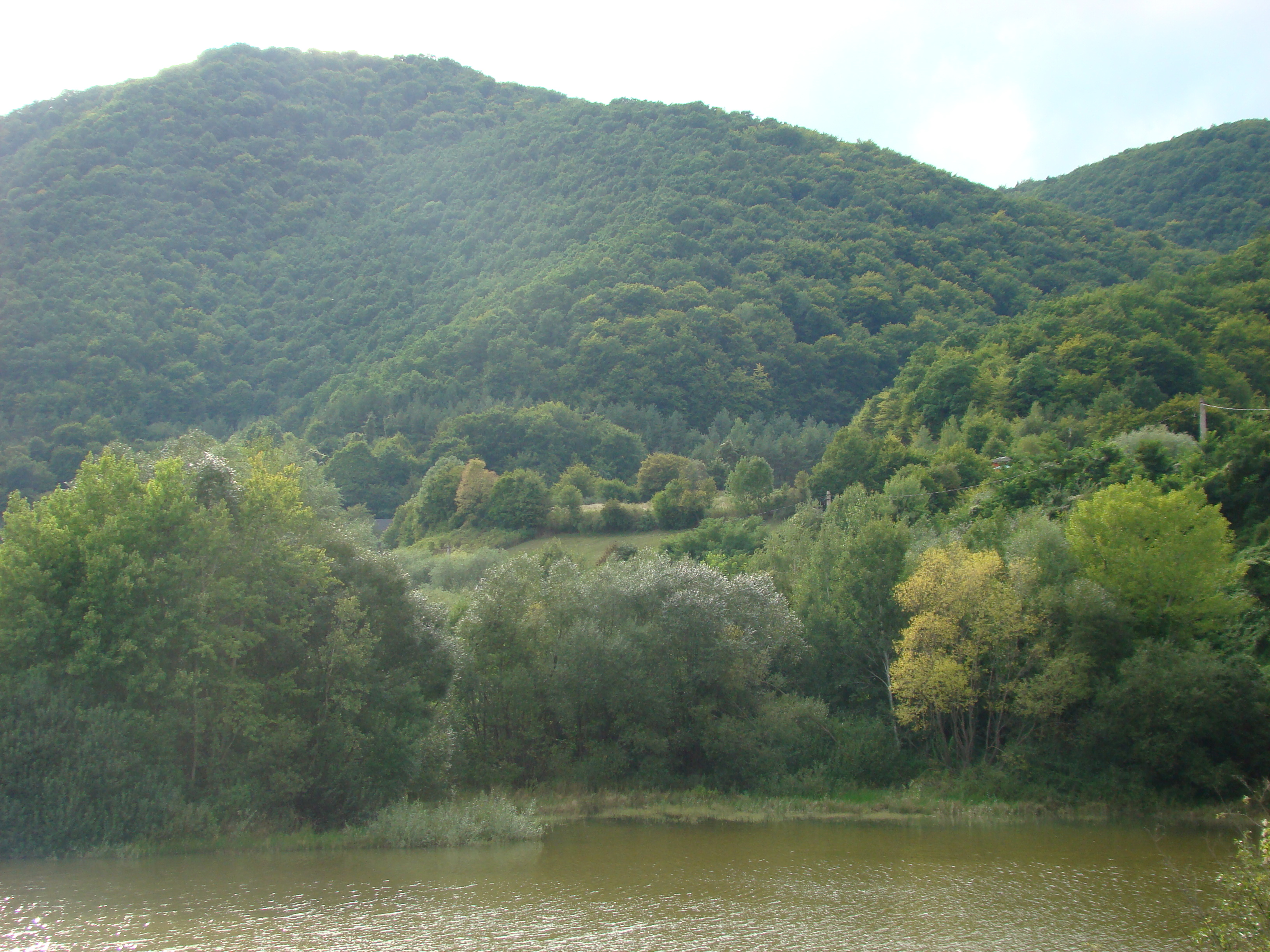
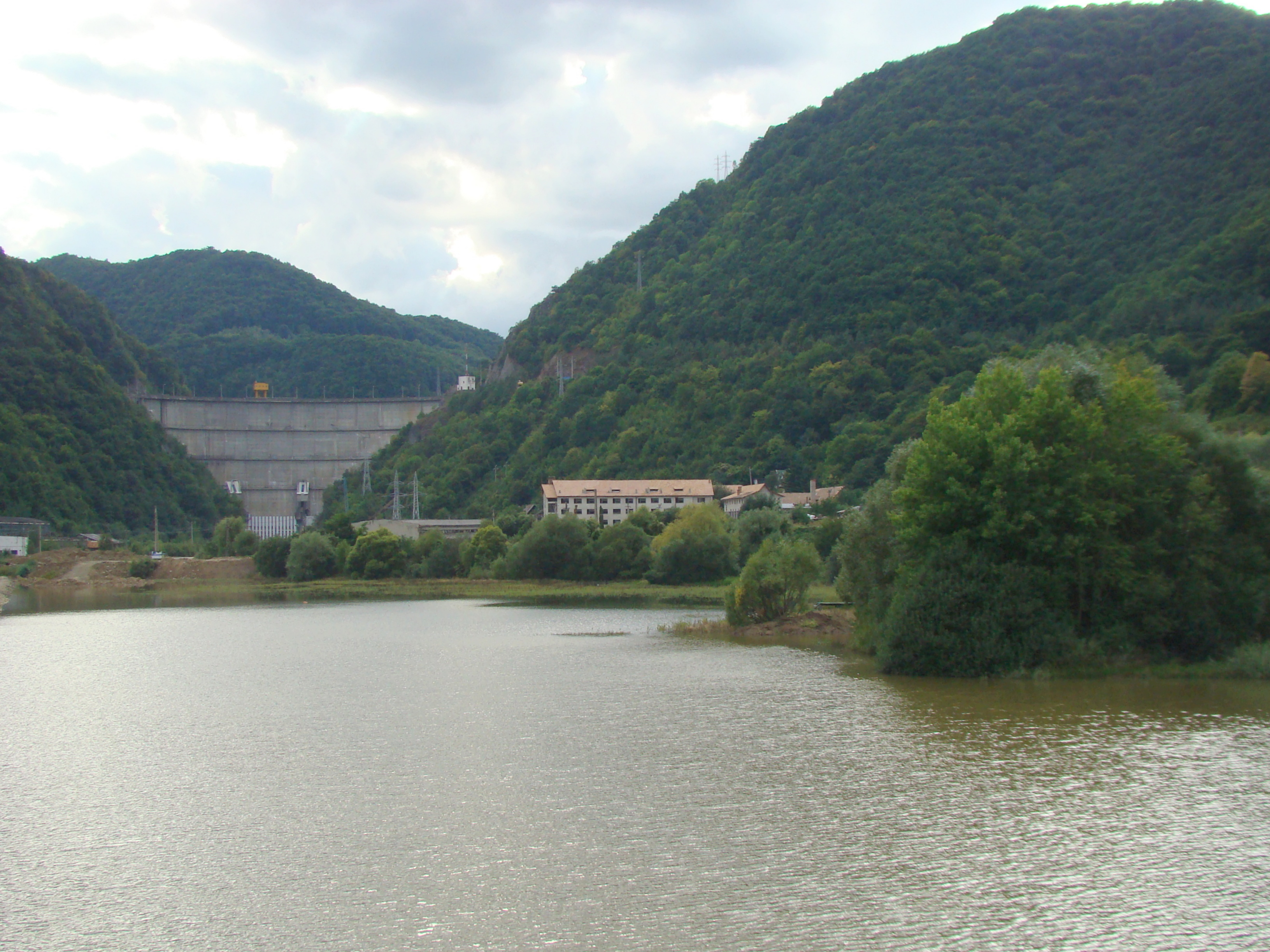
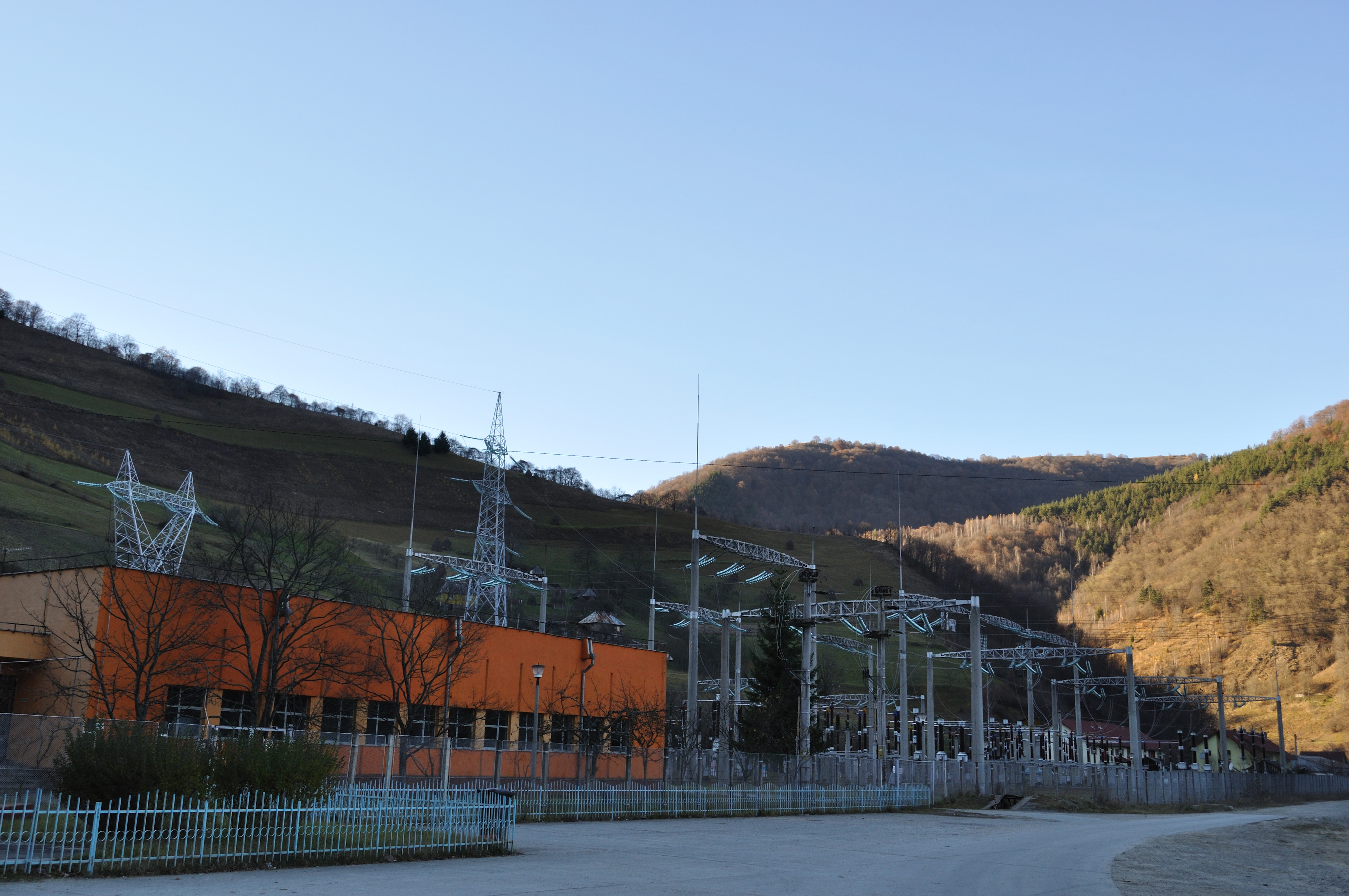
Stație de transformare
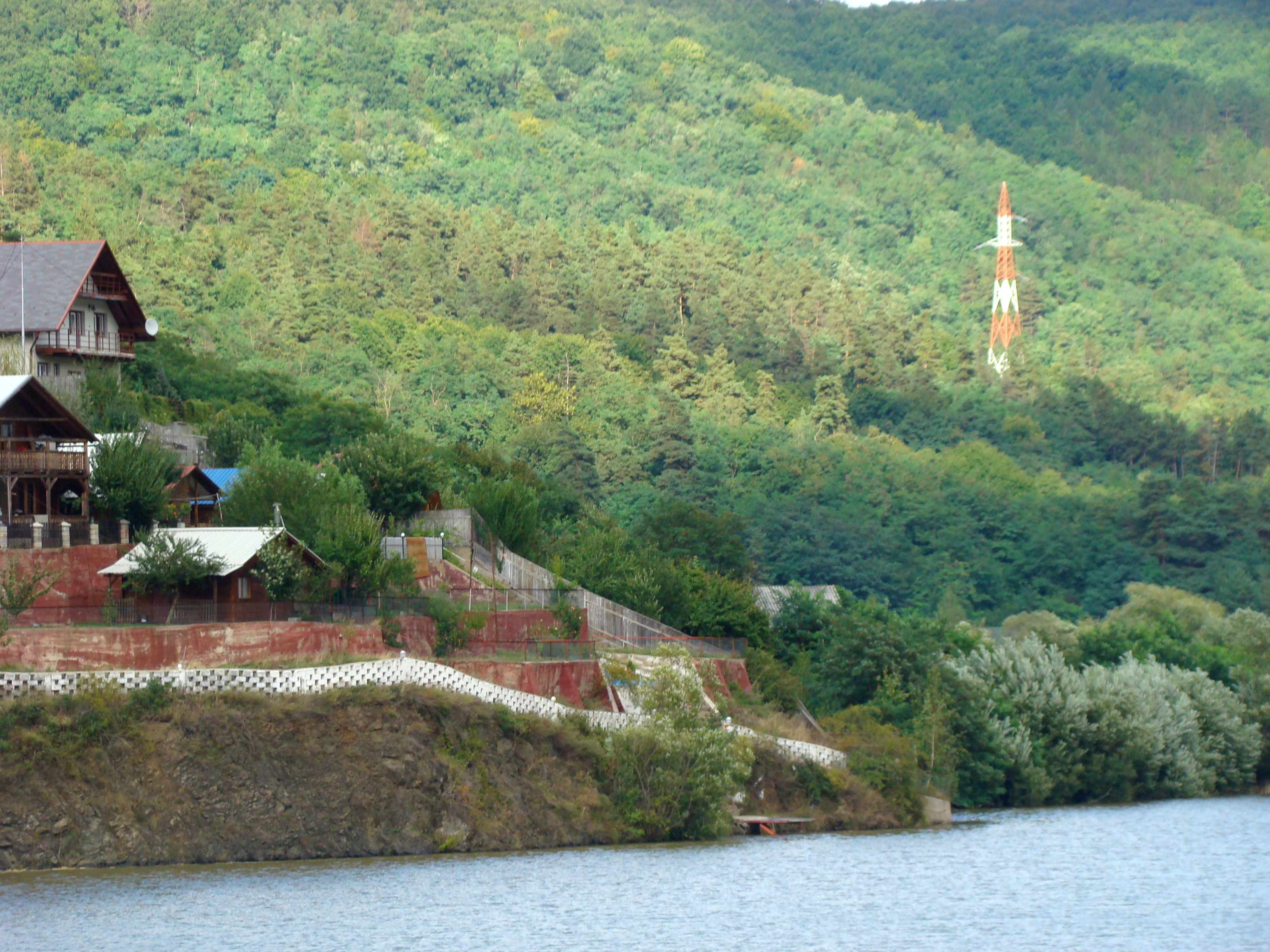
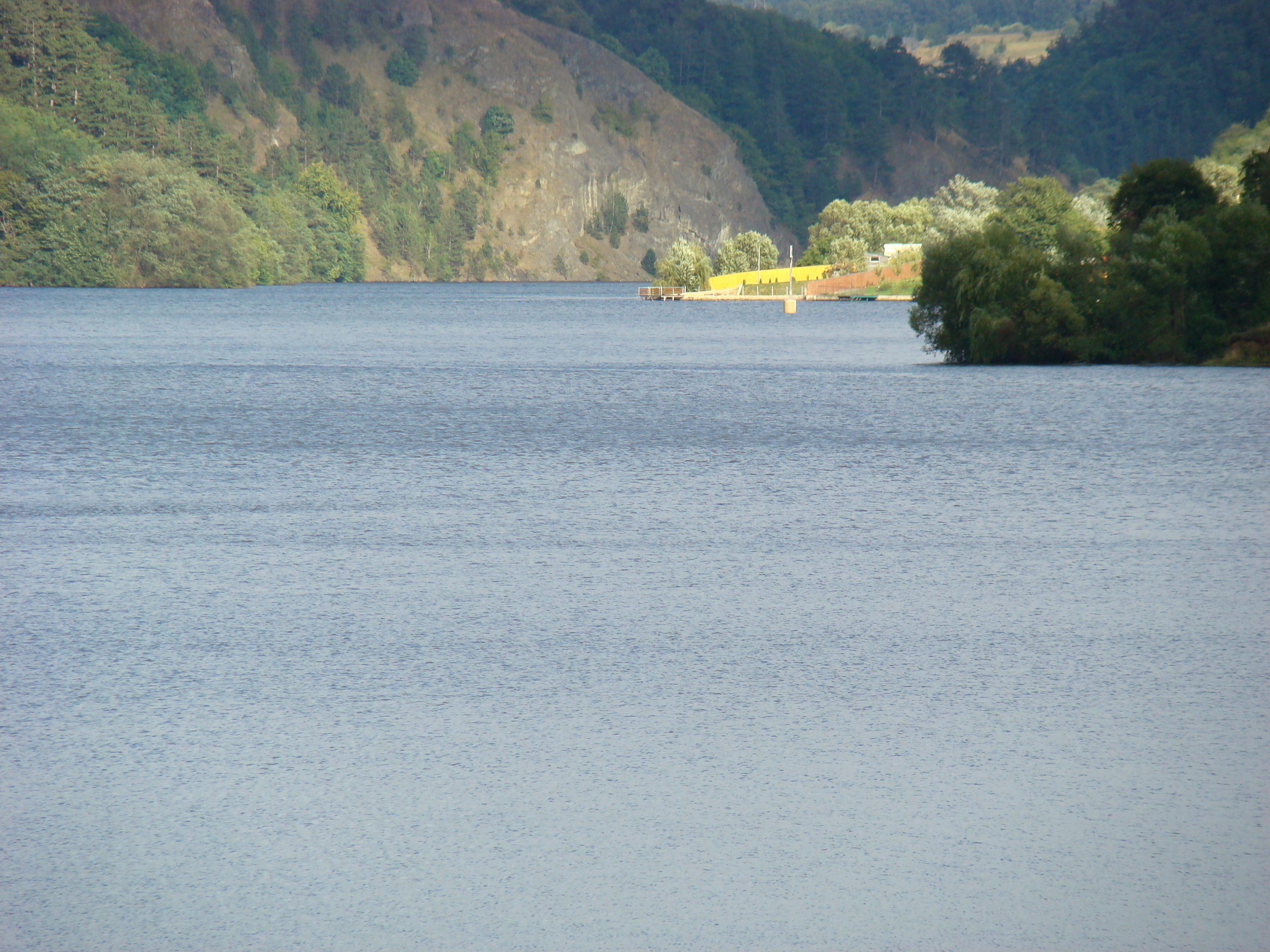
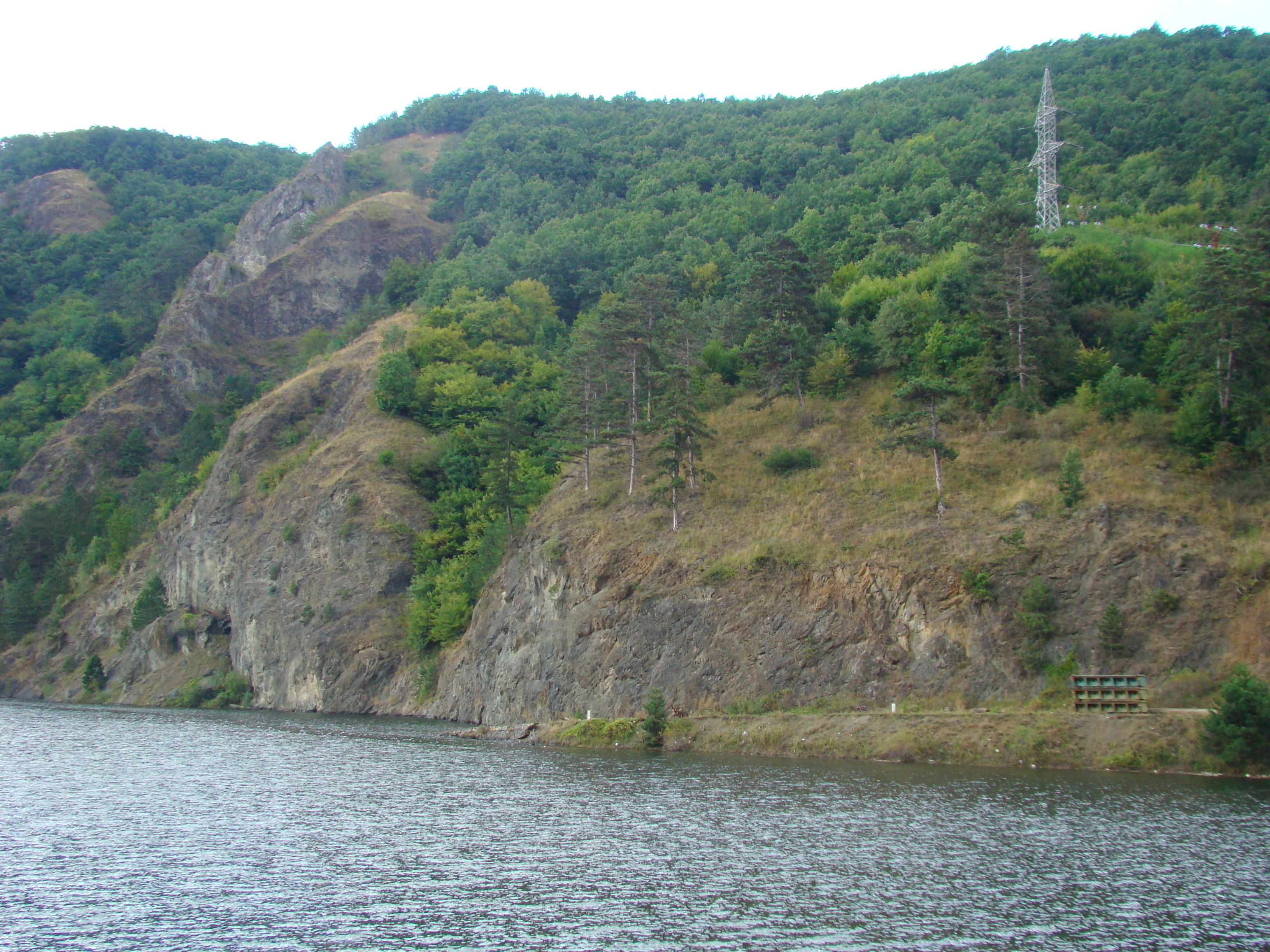